# María Eugenia Cordovez
María Eugenia Cordovez Pontón (Lima, 11 de noviembre de 1934 – Guayaquil, 30 de septiembre de 2012), fue la primera esposa del presidente ecuatoriano León Febres-Cordero Ribadeneyra, y como tal ostentó el cargo de Primera dama de la nación entre 1984 y 1988. Desde su puesto ejerció, además, la presidencia del Instituto Nacional del Niño y la Familia (INNFA). Se divorció del ya expresidente en 1988, tras 34 años de matrimonio; ambos volvieron a contraer nupcias.

## Biografía
María Eugenia nació en la ciudad de Lima el 11 de noviembre de 1934, hija de Alfonso Cordovez Caicedo y doña María Pontón Irigoyen, ambos de nacionalidad peruana. María Pontón era hija de guayaquileños y Alfonso Cordovez pertenecía a una familia de origen colombiano que en su mayor parte se había instalado en Ecuador, por lo que María Eugenia Cordovez tenía considerables lazos familiares en Ecuador.

### Matrimonios y descendencia
Se casó en la ciudad de Guayaquil con el ingeniero León Febres-Cordero Ribadeneyra, pariente de la esposa de su medio hermano, María Febres-Cordero Carbo. Del enlace nacieron cuatro hijas:
- María Eugenia Febres-Cordero Cordovez (Guayaquil, 1954). Casada en 1973 con Christian Bjarner.
- María Fernanda Febres-Cordero Cordovez (Guayaquil, 1956). Casada con Geovanny Orlandini.
- María Liliana Febres-Cordero Cordovez (Guayaquil, 1958). Casada con Gonzaalo Dassum.
- María Auxiliadora Febres-Cordero Cordovez (Guayaquil, 1960). Casada con Rafael García Toral.

Después de 34 años, la pareja se divorció en el año 1988, pocos meses después de terminado el periodo presidencial. María Eugenia volvió a contraer matrimonio con el quiteño Carlos Bustamante y Riofrío, quien falleció en 2002.

## Primera dama (1984-1988)
Fue considerada parte importante del triunfo de su esposo en las elecciones de 1984, sobre todo debido a su carisma por igual entre la gente urbana o suburbana.
Como Primera dama de la nación, María Eugenia Cordovez presidió el directorio del Instituto Nacional del Niño y la Familia (INNFA), cargo que desempeñó de la manera más estricta y llegando a trabajar incluso fuera de horarios de oficina. Desde allí impulsó exitosamente el Programa de Reducción de la Enfermedad Mortal Infantil (Premi). Participó en la Conferencia Internacional de la Mujer, en Nairobi. En 1986 fue invitada por el Gobierno de Israel, en la visita oficial se mostró interesada en el desarrollo social alcanzado por esa nación.
Durante la revuelta militar del año 1987, en la que su esposo fue secuestrado en la Base Aérea de Taura por el general Frank Vargas Pazzos, el Estado Mayor del Ejército ecuatoriano solicitó al vicepresidente Blasco Peñaherrera Padilla asumir el poder; éste solicitó a su vez que María Eugenia formara parte de su tentativo Gabinete ministerial. Finalmente la primera dama defendió el derecho de su esposo a la Presidencia.

## Fallecimiento
María Eugenia Cordovez murió el 30 de septiembre de 2012 en su casa de la ciudad de Guayaquil, víctima de una enfermedad cardiaca. Fue enterrada en el cementerio Parque de la Paz, en Samborondón. Los medios de comunicación más importantes del país se hicieron eco de la noticia, y la alta cúpula política expresó sus condolencias a la familia a través las redes sociales.